# Урбиола Лопес де Монтенегро, Хорхе
Хорхе Урбиола Ло́пес де Монтенегро (исп. Jorge Urbiola López de Montenegro, Сан-Себастьян, Гипускоа, 1969) — испанский дипломат, бывший  посол Испании в Казахстане, Кыргызстане, Таджикистане.

## Биография
Окончил Мадридский университет Комплутенсе со степенью доктора права.
По окончании университета работал в Министерство иностранных дел и международного сотрудничества Испании заместителем начальника департамента по Восточной Европе и Центральной Азии, заместителем заместителя начальника международно-правового департамента, техническим советником главного управления внешней политики по Европе и в аппарате председателя правительства Испании; председателем группы по морскому праву (COMAR) Совета ЕС в течение двух сроков.
Также работал в ряде посольств Испании в Сербии и Черногории, Мозамбике, Украине, Австрии на различных должностях. Был преподавателем международного публичного права в частном университете в Мадриде и в Киево-Могилянском университете в Киеве.
С 3 августа 2021 по 11 июня 2024 год посол Испании в Казахстане, Кыргызстане и Таджикистане.
Владеет несколькими европейскими языками (испанский, английский, французский, немецкий, португальский, итальянский, русский), имеет награды Испании, Германии, Греции.